# Korean-Air-Lines-Flug 007
Korean-Air-Lines-Flug 007 war die Flugnummer einer zivilen Boeing 747 der Korean Air Lines, die durch einen sowjetischen Abfangjäger wegen Verletzung des Luftraumes am 1. September 1983 über internationalen Gewässern westlich der Insel Sachalin abgeschossen wurde. Alle 269 Personen an Bord kamen zu Tode.

## Hintergrund
Bereits 1978 war Korean-Air-Lines-Flug 902, eine Boeing 707, auf der Polarroute von Paris nach Seoul mit Zwischenstopp in Anchorage, Alaska, vom Kurs abgekommen und bei Murmansk in den sowjetischen Luftraum eingedrungen. Der Vorfall, bei dem das Flugzeug von Abfangjägern trotz der eindeutigen Identifizierung als Zivilmaschine beschossen und zur Notlandung gezwungen wurde, hatte die Schwächen des sowjetischen Luftverteidigungssystems offenbart.
Seit 1979 war der Kalte Krieg allmählich wieder akut geworden und die Entspannungsphase der 1970er Jahre beendet. Die sowjetische Unterstützung für die Revolutionsregimes in Angola und Nicaragua sowie die Intervention in Afghanistan wurden in den USA als Expansionsbestrebungen der sowjetischen Machthaber gewertet. Unter den Präsidenten Carter und Reagan unterstützten sie daher verstärkt Widerstandsbewegungen in diesen Ländern. Gründe für die sehr angespannte Lage des Jahres 1983 waren zudem die geplante Aufstellung amerikanischer Mittelstreckenraketen des Typs Pershing II und Marschflugkörper BGM-109 Tomahawk als Reaktion auf die Stationierung sowjetischer SS-20 in Europa (siehe NATO-Doppelbeschluss) sowie die Strategic Defense Initiative der USA für einen Raketenschild im Weltraum.
Die Sowjetunion sah sich durch dieses erhöhte amerikanische Engagement ihrerseits bedroht und bemühte sich unter Staats- und Parteichef Juri Andropow – einem früheren KGB-Vorsitzenden – seit 1981 mit der Operation RJaN verstärkt darum, vermutete Angriffsvorbereitungen der NATO aufzudecken. Sie wurden auch hinter dem bevorstehenden NATO-Manöver Able Archer 83 und der bisher größten US-Flottenübung im Pazifik, FleetEx ’83, gesehen. Im Rahmen von FleetEx ’83 waren im April des Jahres wiederholt Aufklärungsflugzeuge der US Navy in den sowjetischen Luftraum eingedrungen. Das hatte zu Ablösungen und Verweisen für verantwortliche sowjetische Offiziere geführt, die dies nicht hatten verhindern können.

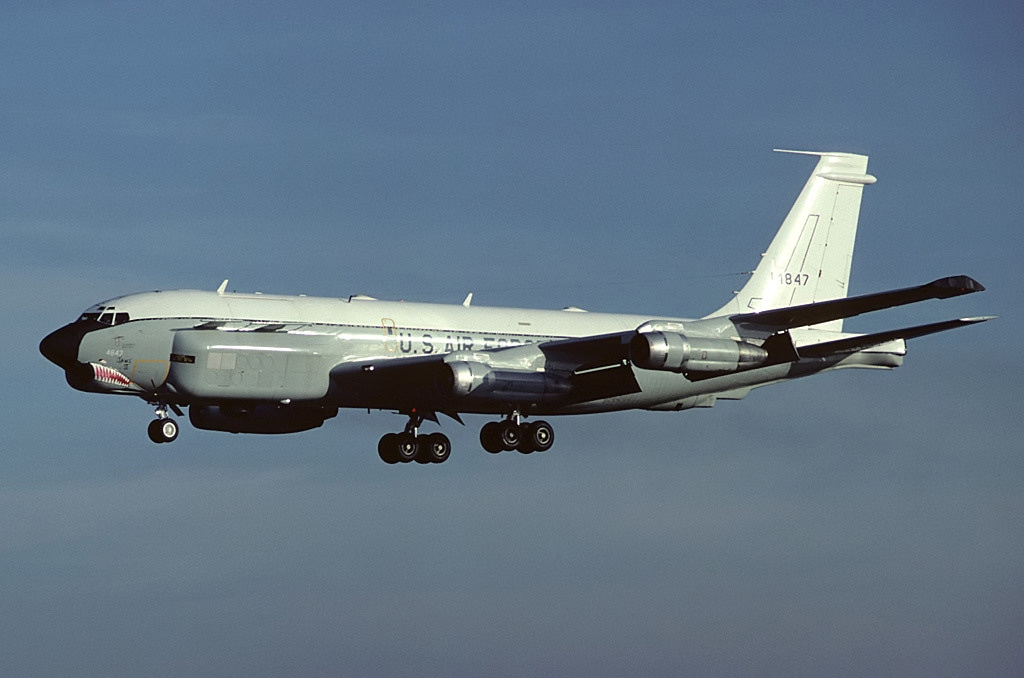
Aufklärungsflugzeug des Typs Boeing RC-135 der US Air Force

Auf der Halbinsel Kamtschatka, Sachalin und dem angrenzenden Festland lagen zahlreiche sensible militärische Einrichtungen, unter anderem ein Zielgebiet für Tests von Interkontinentalraketen (ICBM) bei Kljutschi. Auch am Tag des Abschusses der koreanischen Boeing befand sich eine Boeing RC-135 der US Air Force auf einer ELINT-Mission vor Kamtschatka. Diese sollte die Telemetrie des geplanten Tests einer ICBM des Typs RS-12M Topol (NATO-Codename SS-25 „Sickle“) überwachen, der nach amerikanischer Auffassung gegen den SALT-II-Vertrag verstieß.

## Flugverlauf
Für Korean-Airlines-Flug 007 von New York nach Seoul wurde am 31. August 1983 eine Boeing 747-230B mit dem Luftfahrzeugkennzeichen HL7442 eingesetzt. Erstbetreiber des am 31. März 1972 ausgelieferten Flugzeugs war die Condor Flugdienst GmbH gewesen (Kennzeichen D-ABYH), die diese Maschine regelmäßig auf Routen von Deutschland nach Spanien und nach Thailand eingesetzt hatte. Am 20. August 1981 war sie an Korean Airlines verkauft worden.
Die Maschine startete vom John F. Kennedy International Airport mit 35-minütiger Verspätung nach der geplanten Abflugzeit von 03:50 Uhr UTC (30. August 1983, 23:50 Uhr Ortszeit UTC–4). An Bord befanden sich 23 Besatzungsmitglieder, 6 Korean-Airlines-Angehörige außer Dienst und 240 Passagiere, darunter der demokratische Kongressabgeordnete Larry McDonald. Nach einem Tankstopp auf dem Anchorage International Airport flog sie um 13 Uhr UTC (berechnet 5 Uhr Ortszeit UTC–8) unter dem Kommando von Flugkapitän Chun Byung-in weiter Richtung Seoul.
Nach dem Start wurde sie angewiesen, bei Kontrollpunkt Bethel auf die Nordpazifikroute (NOPAC) R-20 einzuschwenken. Diese nördlichste von fünf transpazifischen Luftstraßen führte über mehrere Wegpunkte nach Japan, wobei sie sich vor Kamtschatka dem sowjetischen Luftraum bis auf 28 Kilometer näherte. Vermutlich weil der Autopilot unbemerkt in der Betriebsart HEADING (Kurs halten) statt INS (Trägheitsnavigation) verblieb, behielt Korean-Airlines-Flug 007 jedoch während des gesamten Fluges einen Kurs von 245 Grad bei, statt den vorprogrammierten Wegpunkten zu folgen. Daher wich das Flugzeug schon nach kurzer Zeit von der geplanten Strecke nach Steuerbord (= rechts) ab.

Diagramm der geplanten und der tatsächlichen Flugroute

Bereits um 13:30 Uhr UTC erfasste das Flugsicherungsradar Kenai Korean-Airlines-Flug 007 neun Kilometer nördlich der vorgesehenen Position. Um 13:50 Uhr erfasste das militärische Überwachungsradar King Salmon die Maschine 20 Kilometer nördlich des Kontrollpunkts Bethel. Diese Abweichungen von der Mittellinie der Luftstraße wurden jedoch nicht als ungewöhnlich empfunden. Bereits außer Reichweite des Flugsicherungsradars meldete die Besatzung nach Verstreichen der vorgesehenen Zeit das Überfliegen des Kontrollpunkts an das Flugkontrollzentrum Anchorage. Ebenso meldete sie wenig später Punkt NABIE, obwohl sie zu diesem Zeitpunkt wegen der Kursabweichung bereits außer Reichweite für UKW-Funk war und die Meldung von der 15 Minuten nach ihr gestarteten Schwestermaschine Flug 015 weiterleiten ließ.
Flug 007 durchflog die für Zivilverkehr gesperrte US-Luftverteidigungszone nördlich von R-20, kreuzte den Kurs der dort kreisenden amerikanischen Boeing RC-135 und näherte sich Kamtschatka. Bei einer Entfernung von rund 130 Kilometern alarmierte die sowjetische Luftraumüberwachung vier MiG-23-Abfangjäger. Aufgrund von Kommunikationsproblemen gelang es diesen jedoch nicht, das Flugzeug zu stellen, bevor ihnen der Treibstoff ausging. Um 15:51 Uhr UTC drang Flug 007 in den gesperrten Luftraum über Kamtschatka ein, überquerte die Halbinsel und erreichte um 17:45 Uhr wieder internationalen Luftraum über dem Ochotskischen Meer.

## Abschuss
Das Flugzeug hielt nun auf die Insel Sachalin zu und wurde vom Kommando der sowjetischen Luftverteidigungskräfte für den Militärbezirk Fernost als feindliches militärisches Ziel eingestuft. Gegen 18 Uhr UTC hatten zwei Su-15-Abfangjäger vom Militärflugplatz Dolinsk-Sokol und eine MiG-23 aus Smirnych Sichtkontakt mit der Maschine. Die Besatzung von Flug 007 bemerkte die sowjetischen Jäger trotz Warnschüssen angeblich nicht. Zu dieser Zeit verglich sie vielmehr Wetterdaten mit Korean-Airlines-Flug 015; die auf richtigem Kurs fliegende Schwestermaschine hatte Rückenwind, während Flug 007 Gegenwind hatte. Dennoch erkannte die Besatzung noch immer nicht ihre Kursabweichung, die mittlerweile fast 500 Kilometer betrug. Um 18:15 Uhr UTC holte sie vom Flugkontrollzentrum Tokio die Erlaubnis ein, von 33.000 Fuß (10.060 Meter) auf 35.000 Fuß (10.670 Meter) Flughöhe zu steigen.

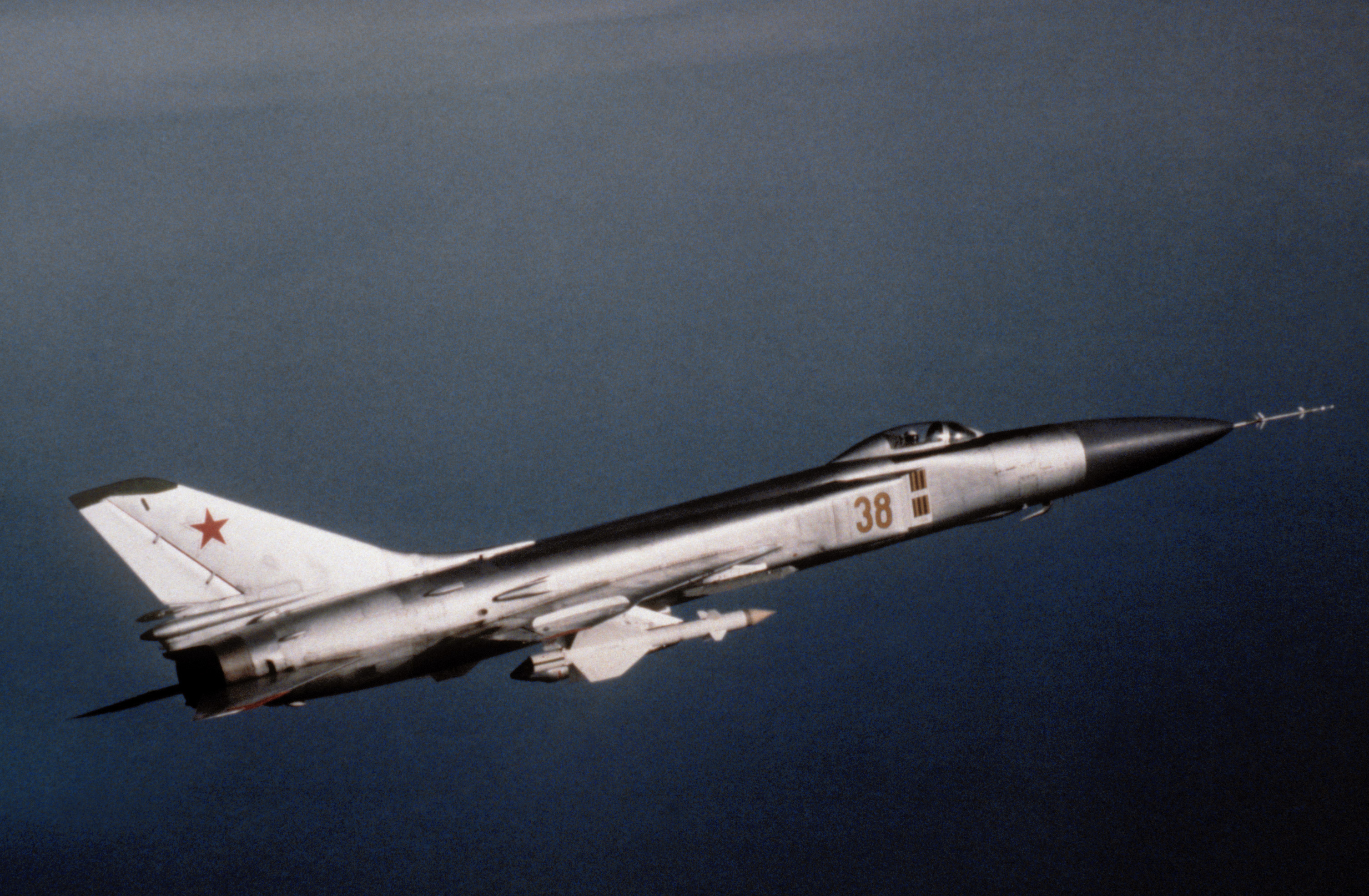
Abfangjäger des Typs Su-15

Als die Geschwindigkeit der Boeing 747 wegen des Steigflugs zurückging, zwang dies die Abfangjäger zum Überholen, was als Ausweichmanöver interpretiert wurde. Da sich die Maschine bereits wieder internationalem Luftraum näherte, erteilte das Luftverteidigungskommando den Befehl zum Abschuss. Um 18:26 Uhr UTC, 119 Sekunden vor Verlassen des sowjetischen Luftraums, feuerte der Pilot der führenden Su-15, Major Gennadij Nikolajewitsch Osipowitsch, zwei Luft-Luft-Raketen des Typs Kaliningrad K-8 (NATO-Codename AA-3 „Anab“) ab. Die Explosionen der mit Annäherungszündern ausgestatteten Sprengköpfe beschädigten das Steuersystem des Flugzeugs und verursachten einen plötzlichen Druckabfall in der Kabine.
Offenbar erkannte die Besatzung auch jetzt noch nicht die Lage und meldete nach Tokio, dass sie wegen eines Druckabfalls auf 10.000 Fuß (3050 Meter) absinken würden, sendete aber kein Mayday. Es gelang ihr, noch etwa zehn Minuten begrenzte Kontrolle zu behalten und die Maschine in 16.424 Fuß (5000 Meter) Höhe abzufangen. Danach ging das Flugzeug bei der Insel Moneron in eine Abwärtsspirale über. Um 18:38 Uhr UTC verschwand es unterhalb einer Höhe von 1.000 Fuß (305 Meter) vom Radar in Komsomolsk am Amur.

## Suchoperationen

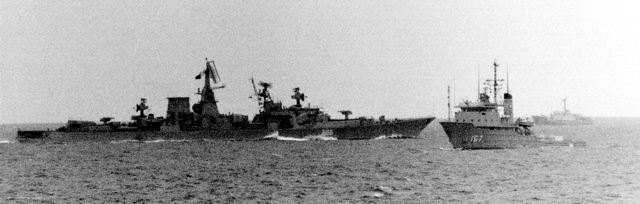
Der sowjetische Lenkwaffenkreuzer Petropawlowsk (links) beschattet den amerikanischen Flottenschlepper Narragansett während der Suche nach dem Wrack

Unmittelbar nach dem Absturz ordneten die sowjetischen Streitkräfte eine Such- und Rettungsoperation bei Moneron an. Eine gemeinsame amerikanisch-japanisch-südkoreanische Suchaktion fand in internationalen Gewässern statt. Aufgrund der politischen Spannungen stimmten sich beide Seiten dabei nicht ab. Die Sowjetunion verweigerte den Zugang westlicher Kräfte zu Gewässern, die sie als ihr Hoheitsgebiet betrachtete. Mehrfach kam es zu Konfrontationen zwischen Kriegs- und Hilfsschiffen beider Seiten.
Nach dreitägiger Suche lokalisierten sowjetische Kräfte das Wrack von Korean-Airlines-Flug 007 in 174 Metern Tiefe bei Moneron. Der Fund und die Bergung des Flugdatenschreibers und Cockpit-Stimmenrecorders wurden jedoch geheim gehalten. Lediglich einige Kleidungsstücke wurden später auf Sachalin an eine amerikanisch-japanische Delegation übergeben. Eine geringe Anzahl von Leichenteilen und kleineren Objekten aus dem Flugzeug wurden eine Woche nach dem Absturz an der Nordküste der japanischen Insel Hokkaidō angeschwemmt.

## Politische Reaktionen
Die Sowjetunion versuchte zunächst die Tatsache zu verheimlichen, dass Korean-Airlines-Flug 007 abgeschossen worden war. Die Nachrichtenagentur TASS meldete lediglich, ein unidentifiziertes Flugzeug sei von sowjetischen Jägern abgefangen worden, es sei aber entkommen. Die USA nutzten dies für eine Informationsoffensive, indem sie in ungewöhnlichem Umfang Geheimdienstmaterial veröffentlichten, das die von amerikanischen und japanischen Abhörstellen in Wakkanai aufgezeichneten sowjetischen Funkmeldungen der sowjetischen Jäger einschloss. Am 5. September bezeichnete US-Präsident Reagan den Abschuss als „ein Verbrechen gegen die Menschlichkeit“, das niemals vergessen werden dürfe, und einen „Akt der Barbarei“ und „unmenschlicher Brutalität“.
Nach einer Sitzung des UN-Sicherheitsrates am folgenden Tag, bei der die amerikanische UN-Botschafterin Jeane Kirkpatrick Tonbandmitschnitte des sowjetischen Funkverkehrs präsentierte, räumte TASS erstmals den Abschuss ein. Die sowjetische Führung beharrte jedoch darauf, Korean-Airlines-Flug 007 habe sich auf einer Spionagemission befunden, sei absichtlich und unbeleuchtet in sowjetischen Luftraum eingedrungen und habe nicht auf Funkanrufe reagiert. Ein unbeabsichtigtes Verfliegen sei unmöglich gewesen. Sie machte den amerikanischen Geheimdienst CIA für diesen „kriminellen, provokativen Akt“ verantwortlich und verwies auf die zur gleichen Zeit vor Kamtschatka operierende Boeing RC-135. Am 12. September verhinderte die Sowjetunion mit ihrem Veto eine Verurteilung des Abschusses durch den UN-Sicherheitsrat.
Am 15. September 1983 entzog Präsident Reagan der staatlichen sowjetischen Fluggesellschaft Aeroflot die Genehmigung für Flüge von und in die USA. Diese Maßnahme dauerte bis zum 29. April 1986 an. Am 16. September 1983 wurde von einem Pressesprecher eine Stellungnahme des Weißen Hauses verlesen. Darin wird angekündigt, dass das GPS-System mit der geplanten Fertigstellung 1988 für zivile Luftfahrt verfügbar sein soll. Im Jahr 1986 vereinbarten die USA, die Sowjetunion und Japan ein gemeinsames Flugüberwachungssystem für den Nordpazifik.

## Untersuchungen

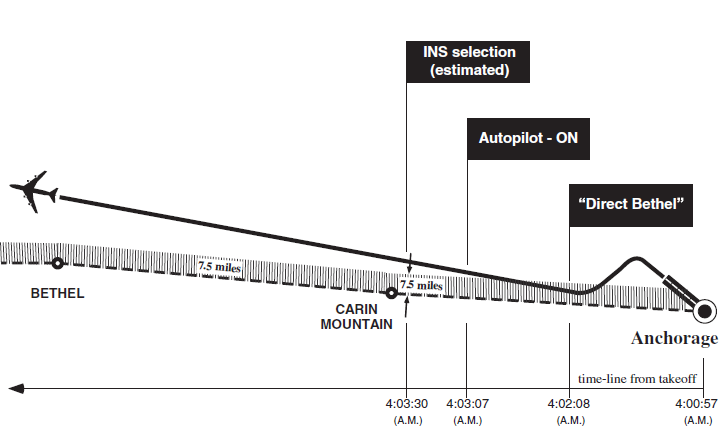
Diagramm zur Abweichung von Korean-Airlines-Flug 007 vom vorgesehenen Kurs nach dem Start in Anchorage

Die Nordpazifikroute R-20 wurde nach dem Vorfall von der amerikanischen Federal Aviation Administration zunächst geschlossen und nach Überprüfung der Navigationshilfen am 2. Oktober wieder freigegeben.
Die Internationale Zivilluftfahrt-Organisation ICAO führte eine Untersuchung durch, welche jedoch ohne die Aufzeichnungen der Flugschreiber von Flug 007 auskommen musste, die von der Sowjetunion unter Verschluss gehalten wurden. Am 2. Dezember 1983 veröffentlichte sie einen vorläufigen Abschlussbericht, der als Grund für die Kursabweichung einen Fehler bei der Bedienung des Autopiloten annahm. Entweder sei die Betriebsart HEADING beibehalten worden, oder er sei erst dann auf INS gestellt worden, als sich die Maschine bereits außerhalb der Toleranzgrenze des Systems von 7,5 nautischen Meilen (13,9 Kilometern) vom eingegebenen Kurs befand, und daher unbemerkt im HEADING-Modus verblieben. In der Folge wurde das Bedienfeld geändert, um diesen Fehler zu vermeiden. Im Jahr 1984 wurde von der Versammlung der ICAO eine zwingende Vorschrift zum Nichtgebrauch von Waffengewalt gegen in der Luft befindliche zivile Luftfahrzeuge zur Einfügung in das Abkommen über die internationale Zivilluftfahrt statt der vorherigen Sollvorschrift im Anhang beschlossen. Die Einfügung trat 1998 in Kraft.
Nach dem Reformprozess in der Sowjetunion führte die Zeitung Iswestija 1991 eine Serie von Interviews mit Beteiligten an den Vorgängen, darunter dem Jagdpiloten Osipowitsch und Bergungskräften. Osipowitsch erklärte, dass Flug 007 anders als offiziell von sowjetischer Seite dargestellt sehr wohl seine Navigationslichter eingeschaltet hatte und nicht mit Leuchtspurgeschossen gewarnt wurde. Zwar habe er vor dem Abschuss über 200 Warnschüsse aus seiner Bordkanone abgegeben, ohne Leuchtspurmunition sei aber zweifelhaft, ob das jemand gesehen habe. 1996 sagte Osipowitsch der New York Times, dass die Maschine an ihren beleuchteten Fensterreihen als Passagierflugzeug zu erkennen war: „Aber für mich bedeutete das nichts. Es ist einfach, einen zivilen Flugzeugtyp in einen militärisch genutzten umzuwandeln.“ Unter dem Druck der Situation habe er seine Erkenntnis der Bodenstation nicht gemeldet.
Nach dem Zusammenbruch der Sowjetunion übergab der russische Präsident Boris Jelzin im November 1992 zunächst die Behälter der Flugschreiber von Korean-Airlines-Flug 007 an Südkorea, danach die Bänder mit den Aufzeichnungen der Flugdaten und Cockpitgespräche an die ICAO. Zudem händigte er sowjetische Abschriften der Gespräche zwischen den Befehlsstellen am Boden und den Abfangjägern sowie mehrere Dokumente aus, die die absichtliche Vertuschung der Vorgänge bestätigten.
Auf dieser Grundlage veröffentlichte die ICAO 1993 einen endgültigen Abschlussbericht. Das neue Material bestätigte, dass die Besatzung von Korean-Airlines-Flug 007 sich offenbar weder der Kursabweichung noch der Anwesenheit sowjetischer Jäger bewusst war. Anders als von der Sowjetunion behauptet, erfolgte auch kein Anruf über die internationale Notfrequenz. Aus ungeklärter Ursache endeten die Aufzeichnungen beider Flugschreiber allerdings eine Minute und 44 Sekunden nach den Raketentreffern, rund zehn Minuten vor dem eigentlichen Absturz.

## Alternative Theorien/Verschwörungstheorien

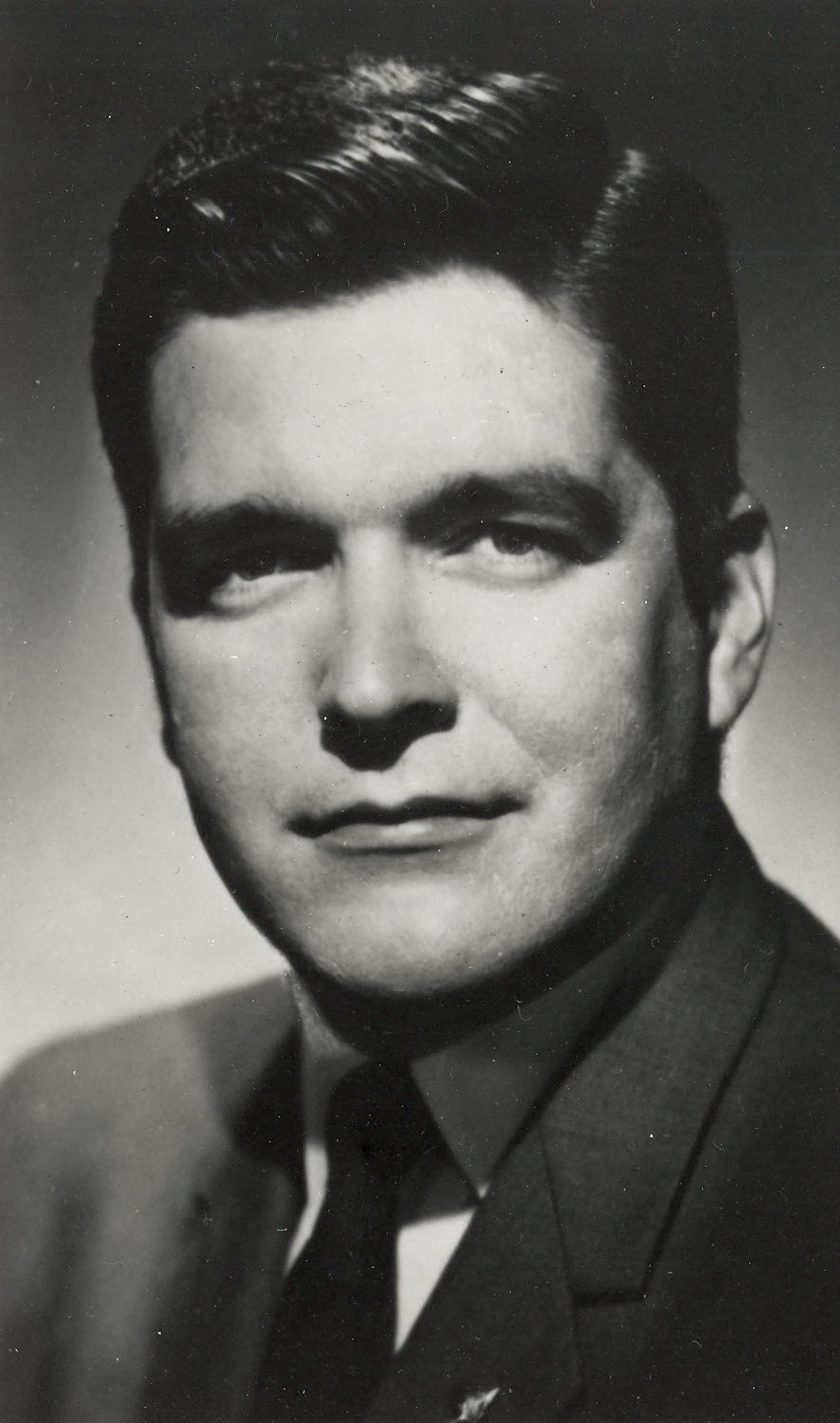
Unter den Opfern: der antikommunistische Kongressabgeordnete Larry McDonald

Insbesondere während des Kalten Krieges wurde vielfach geglaubt, dass Korean-Airlines-Flug 007 tatsächlich ein Spionageflug war, der das Luftverteidigungssystem der Sowjetunion testen oder von tatsächlichen Spionageflugzeugen ablenken sollte. Diese Theorien unterstützten unter anderem R. W. Johnson in seinem Buch Shootdown von 1986, aber auch Robert W. Allardyce und James Gollin in Desired Track: The Tragic Flight of KAL Flight 007 von 1994. Noch 2007 erklärten letztere in einer Artikelserie im Airways Magazine, dass die ICAO-Untersuchung nur zur Vertuschung gedient habe.
1995 behauptete Michel Brun in Incident at Sakhalin: The True mission of KAL Flight 007, dass die Boeing noch eine halbe Stunde nach der offiziellen Abschusszeit mit der Flugsicherung in Tokio gesprochen habe. Ferner habe eine große Luftschlacht stattgefunden, in deren Verlauf die sowjetische Luftwaffe mehrere US-Militärflugzeuge zerstört habe. Der Korean-Airlines-Flug 007 sei möglicherweise ähnlich wie Iran-Air-Flug 655 von einem US-Kriegsschiff oder japanischen Streitkräften abgeschossen worden.
In Kreisen der rechtsradikalen John Birch Society wurde die Verschwörungstheorie vertreten, dass ihr damaliger Vorsitzender, der antikommunistische Kongressabgeordnete Larry McDonald, das Ziel des Abschusses gewesen sei. Im Jahr 1991 verwies eine Studie, die auf Initiative des republikanischen US-Senators Jesse Helms (der an Bord von Korean-Airlines-Flug 015 gewesen war) verfasst wurde, auf die Möglichkeit, dass die Maschine notgewassert sei und sich Überlebende in sowjetischer Gefangenschaft befänden.
Diesen Standpunkt vertritt auch das International Committee for the Rescue of KAL 007 Survivors. Dessen Gründer, Bert Schlossberg, der der Schwiegersohn eines Passagiers ist, veröffentlichte 2000 das Buch Rescue 007: The Untold Story of KAL 007 and its Survivors. Diese Organisation ist nicht zu verwechseln mit der Angehörigenorganisation American Association for Families of KAL 007 Victims, die sich für die Aufklärung des Abschusses und die Entschädigung der Hinterbliebenen einsetzte.

## Rezeption
Gary Moore veröffentlichte auf dem Album Victims of the Future, das Ende 1983 aufgenommen wurde und 1984 erschien, ein Lied über den Zwischenfall mit dem Titel Murder in the Skies.
1988 wurde der amerikanische Fernsehfilm Shootdown gesendet, der auf dem Buch von R. W. Johnson beruht. Im Jahr 1989 entstand unter der Regie von David Darlow der Fernsehfilm Todesflug KAL 007 (Coded Hostile), der die Geschichte aus Sicht der Ermittler erzählt.
Der Schriftsteller Wolfgang Schreyer veröffentlichte 1989 seinen Roman Endzeit der Sieger (Mitteldeutscher Verlag, Halle und Leipzig 1989. ISBN 3-354-00588-2), in dem Flug und Abschuss der Maschine Gegenstand der Handlung sind.
In der fünften Folge der neunten Staffel der kanadischen Dokumentarserie Mayday – Alarm im Cockpit wurde das Unglück als Target is Destroyed (deutscher Titel: Zum Abschuss freigegeben) verfilmt. In nachgestellten Szenen, Animationen sowie Interviews mit Hinterbliebenen und Ermittlern wurde über die Vorbereitungen, den Ablauf und die Hintergründe des Fluges berichtet.
Im Computerspiel Phantom Doctrine (2018) wird man damit beauftragt, den Abschuss der Maschine durch Störung der sowjetischen Funkverbindung zu verhindern.
In der Apple TV-Serie For All Mankind (2021) wird der Abschuss der Maschine in der Folge KAL-007 (Staffel 2, Folge 7) thematisiert.